# Elżbieta Piwek-Białoborska
Elżbieta Piwek-Białoborska (ur. 6 lutego 1922 r. w Koźminie Wielkopolskim, zm. 14 maja 1989 r. we Włocławku) – artystka ceramik, projektantka dekoracji malarskich oraz wzorów przemysłowych dla Włocławskich Zakładów Ceramiki Stołowej.

## Życiorys
W latach 1974–1950 studiowała w Państwowej Wyższej Szkole Sztuk Plastycznych w Poznaniu, uzyskując w 1950 r. absolutorium. Następnie kontynuowała studia w zakresie ceramiki w Państwowej Wyższej Szkole Sztuk Plastycznych we Wrocławiu, gdzie uzyskała w 1953 r. dyplom.  Podczas studiów w Poznaniu była asystentką prof. Rudolfa Krzywca, pod którego kierunkiem studiowała następnie we Wrocławiu. Swoją pracę dyplomową zrealizowała w Spółdzielni Rękodzieła Artystycznego "Ceramika Artystyczna" w Bolesławcu.
W 1953 r. została zatrudniona wraz z Janem Sowińskim jako projektantka w nowo powstającym Ośrodku Wzorcującym Zakładów Ceramiki Stołowej we Włocławku (w 1957 r. do projektantów wzorcowni dołączył jeszcze Wit Płażewski), gdzie pracowała do przejścia na emeryturę w 1983 r.
Została pochowana na Cmentarzu Komunalnym we Włocławku, w kwaterze 71/5/118.

## Wystawy
- 1953 - III Wystawa Prac Kobiet, ZPAP Poznań[2]
- 1954 - I Ogólna Wystawa Ceramiki i Szkła Artystycznego, CBWA Wrocław[2]
- 2003 - "Ceramika w Poznaniu. Od roku 1945 do teraźniejszości", Muzeum Sztuk Użytkowych, Poznań[2]

## Twórczość
W okresie szkolnym i wczesnych latach 50. Elżbieta Piwek-Białoborska tworzyła prace w glinie szkliwionej, niekiedy malowanej angobami, stylistycznie nawiązujące do twórczości ludowej. Podczas studiów we Wrocławiu tworzyła różnorodne naczynia z kamionki malowanej emaliami. W swojej pracy twórczej zajmowała się niemal wyłącznie ceramiką, poświęcając wiele czasu formom unikatowym.
Pracując we Włocławku, artystka zajmowała się przede wszystkim projektowaniem dekoracji na fajansie, ale również projektowaniem ceramiki - zaprojektowała ponad 100 form galanterii fajansowej, w tym garnitury do ciast, tacki, patery, serwis do herbaty, ale również lampy i figurki postaci ludzkich. Jej dekoracje początkowo wykonywane były techniką sgraffita, później do produkcji weszły dekoracje malowane w nowoczesnej (ówcześnie) stylistyce. W dekorowaniu rozpowszechniła technologię wylewanego reliefu zwanego korą.
Prace artystki znajdują się w zbiorach Muzeum Narodowego we Wrocławiu, Muzeum Ziemi Kujawskiej i Dobrzyńskiej we Włocławku oraz w zbiorach prywatnych.